# Sittelle de Blyth
Sitta cinnamoventris
Espèce
La Sittelle de Blyth (Sitta cinnamoventris) est une espèce d'oiseaux de la famille des Sittidae.

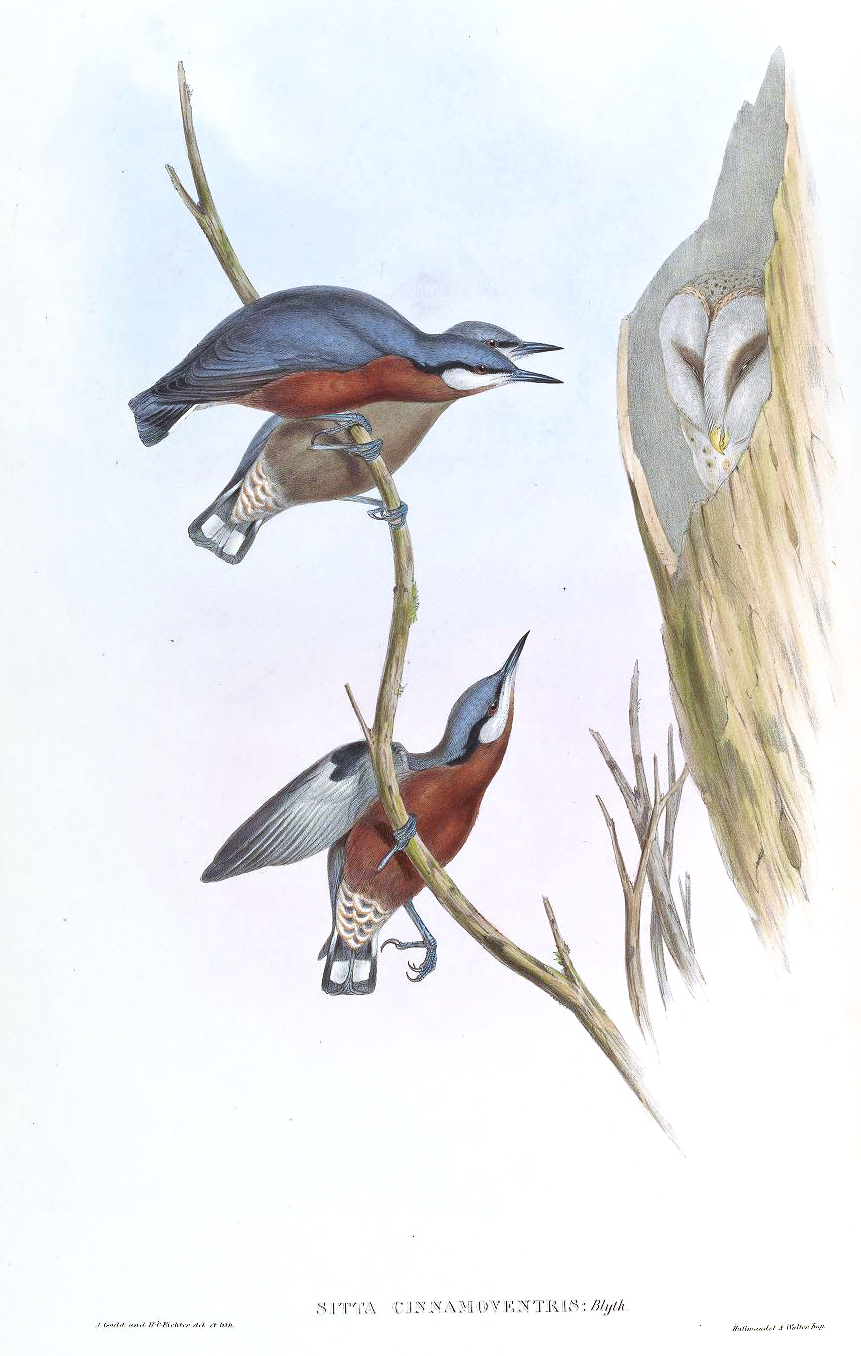
Planche de John Gould.

## Répartition
Cette espèce vit depuis le Nord du Pakistan jusqu'en Asie du Sud-Est.

## Taxinomie
Selon le Congrès ornithologique international et Alan P. Peterson il existe quatre sous-espèces :
- S. c. almorae Kinnear & Whistler, 1930 - basses altitudes de l'Ouest et du centre de l'Himalaya ;
- S. c. cinnamoventris Blyth, 1842 - basses altitudes de l'est de l'Himalaya jusqu'au Sud de la Chine et le Nord-Est de la Birmanie ;
- S. c. koelzi Vaurie, 1950 - Nord-Est de l'Inde et Ouest de la Birmanie ;
- S. c. tonkinensis Kinnear, 1936 - Sud de la Chine et Nord de l'Indochine.